# Майское (Северная Осетия)
Ма́йское (осет. Майскæй, ингуш. Бекъий-Юрт) — село в Пригородном районе Республики Северная Осетия — Алания.
Административный центр муниципального образования «Майское сельское поселение».

## Географическое положение
Село расположено на границе с Ингушетией, на правом берегу реки Камбилеевка, чуть ниже места, где она пересекается с Алханчуртским каналом.
Ближайшие населённые пункты: на юге — село Чермен, Ольгинское на юго-западе, Кантышево на северо-западе и город Назрань на северо-востоке. У восточной окраины села расположено недавно основанное село Новое.

## Климат
Климат села — влажный континентальный климат варьируется от умеренного до резко континентального степного. Зима бывает мягкой, снега практически не бывает. Лето короткое, жара наступает только в августе. Солнечный ясных дней очень мало — в среднем в году около 60-70 дней ясно, около 70-80 дней осадки, в остальное время — 210—230 дней пасмурно и облачно.
| Показатель                                                                                              | Янв. | Фев. | Март | Апр. | Май | Июнь  | Июль | Авг. | Сен. | Окт. | Нояб. | Дек. | Год |
| --- | ---- | ---- | ---- | ---- | --- | ----- | ---- | ---- | ---- | ---- | ----- | ---- | --- |
| Средний суточный максимум, °C                                                                           | 3    | 3    | 7    | 15   | 19  | 23    | 26   | 25   | 20   | 14   | 8     | 4    | 14  |
| Средний суточный минимум, °C                                                                            | −6   | −6   | −1   | 5    | 10  | 13    | 16   | 15   | 11   | 6    | 0     | −4   | 5   |
| Норма осадков, мм                                                                                       | 24,1 | 28,3 | 43,4 | 60,1 | 92  | 125,3 | 79,9 | 68,7 | 51,8 | 45,1 | 37,2  | 26,1 | 682 |
| Источник: MSN Weather (недоступная ссылка — история). weather.msn.com. Дата обращения: 13 февраля 2021. |      |      |      |      |     |       |      |      |      |      |       |      |     |

## История
В начале XIX века на месте современного села, на берегу реки Камбилеевка, было основано селение, именуемое в русских документах и на картах XIX века, как селение Бекая или Бекая Хишилгова (ингуш. Бекъий-Юрт) — ингуша Беки Хашагульгова, праправнука основателя рода Хашагульговых — Хошака (ингуш. Хьошакъа).  К 1838 году в данном селении было 15 дворов, с населением в 91 человек. 
Во второй половине XIX века село Беки-Юрт перестало существовать и в последующем упоминается лишь в научной литературе. Современное селение было основано в 1952 году, вокруг Базоркинского консервного завода.

## Население
| 2002  | 2010  | 2011  | 2012  | 2013  | 2014  | 2015  |
| ----- | ----- | ----- | ----- | ----- | ----- | ----- |
| 5146  | ↗7315 | ↘7294 | ↘7117 | ↘6944 | ↘6780 | ↘6688 |
| 2016  | 2017  | 2018  | 2019  | 2020  | 2021  | 2023  |
| ↘6571 | ↘6446 | ↘6356 | ↘6269 | ↘6163 | ↗7016 | ↘6934 |
| 2024  | 2025  |       |       |       |       |       |
| ↘6861 | ↘6844 |       |       |       |       |       |

Национальный состав
По данным Всероссийской переписи населения 2010 года:
| Народ   | Численность, чел. | Доля от всего населения, % |
| ------- | ----------------- | -------------------------- |
| ингуши  | 7096              | 97,0 %                     |
| русские | 99                | 1,4 %                      |
| чеченцы | 38                | 0,5 %                      |
| другие  | 82                | 1,1 %                      |
| всего   | 7315              | 100 %                      |

## Инфраструктура
В селе функционируют школа, амбулатория, почтовое отделение, две мечети, объекты торговли и сферы услуг. Есть газ, электроэнергия, интернет, проводная и сотовая связь, асфальтовая автодорога.